# Jean Bach-Sisley
Ne doit pas être confondu avec Jeanne Sisley.
Jean Bach-Sisley, pseudonyme de Jeanne Sisley, née le à Lyon le 5 août 1864 et morte le 23 septembre 1949 à Saint-Symphorien-d'Ozon est une poétesse, dramaturge, critique littéraire, conférencière, animatrice française de la vie culturelle lyonnaise.

## Biographie
"Parente par son père du  grand peintre hollandais Jan van Dael, par sa mère, Marie de Miramont, elle se relie directement aux chanteurs du Midi ensoleillé, on sent dans son oeuvre cette double influence" est-il écrit en introduction du numéro spécial de la revue  Poésie qui lui est consacré.

Jean Bach-Sisley, dont le père est négociant, évoque, dans un poème, sa naissance à Lyon 
Mes yeux se sont ouverts en la cité brumeuse
Qu'étreignent enlacés les bras doux et puissants :
Du Rhône au flot vainqueur, de la Saône charmeuse,

Le couple conjugal des fleuves mugissants.
Le mère de Jean-Bach Sisley compte pour beaucoup dans sa formation artistique "Ce fut une femme fine, vibrante, lettrée. Elle-même était poète. C'est elle qui m' apprit à goûter la musique et la poésie."
Jean Bach-Sisley est également influencée par une de ses professeurs, Mlle Galisot. Après des études de lettres elle devient professeur mais ne cesse d'écrire, essentiellement des poèmes.

### Poétesse et dramaturge
Jean Bach-Sisley est lauréate en 1903 d'un concours de poésie organisé par la revue Fémina, dans la catégorie "sonnets".
En 1905 elle publie une œuvre originale dont le préfacier, Jean Bertheroy, écrit  ": Le Roman des Soirs est un roman obéissant à la loi des rythmes, offrant, en guise de chapitres, une suite de poèmes liés les uns aux autres
par le fragile lien du sentiment, traversé de toutes les péripéties de la passion et soutenant jusqu’à la fin l’intérêt par le seul ressort d’une émotion sincère. Et, à ce sujet, une question s'impose : peut-on écrire le
roman en vers ?'.Il répond en conclusion  "En fermant le livre, on garde l’impression durable que c’est là l’œuvre d’un artiste, et que, dans ce Roman des Soirs, aux strophes vibrantes ou légères, l’auteur a su concentrer plus

d’émotion sincère et de vraie humanité qu’il ne s’en trouve souvent contenu à travers la psychologie laborieuse des romans en prose." en voici un extrait : 

Ignorance
Je ne sais rien du monde et rien d’une autre vie.
Je ne sais pas où va l’âpre route suivie,
Et si c’est commencer ou finir que mourir :

Je sais qu’aimer fait vivre et qu’aimer fait souffrir.
Une cinquantaine de ses poèmes ont été mis en musique par divers compositeurs.

### Animatrice de la vie culturelle lyonnaise
Jean Bach-Sisley est à l'origine et anime plusieurs instances culturelles lyonnaises : Elle est fondatrice et directrice durant 9 ans, des Petites Conférences. Elle-même est conférencière. Elle fonde, en 1901, et  préside le Salon des Poètes de Lyon et du Sud-Est. Elle st  vice-Présidente de l'oeuvre de la Chanson Populaire. Pendant cinq ans elle est Secrétaire générale du Salon d'Automne de Lyon
Ses engagements vont au delà de la sphère culturelle : elle est membre du Comité de l'Union pour le suffrage des femmes. Durant la première guerre mondiale elle crée l'Œuvre des réfugiés de l'Hôtel de Ville, organise des concerts dans les hôpitaux...
Le Musée des Arts Décoratifs de Lyon possède un  buste de Jean Bach-Sisley, sculpture de Jeanne Bardey de 1921.

### Décorations
Nommée Officier de l'Instruction publique en 1907.
Nommée Chevalier de la légion d'honneur par décret du 8 août 1935.

## Publications

### Poésie

#### Recueil de poèmes
- Artistes et Poètes, préface d’Armand Silvestre, 30 ill., ed. Bernard
- Le Roman des Soirs, préface de Jean Bertheroy, Paris, 1905, A. Messein, 192 p.lire en ligne sur Gallica
- Les Maritimes, illustré par Michel Dubost, 1923, M. Audin, 40 p.
- Le Double miroir,  poèmes en prose, accompagnés de 11 ornements dessinés et gravés sur bois par Marcel Roux, 22 p.
- Traits sur le Sable, sonnets, préface d’Édouard Herriot, orné de cent dix dessins de Mlle Taupenot et de MM. Mahn, Godien, Dubost, Combet-Descombes, Ch. Repelin, Rogniat, 1912.
- Vitres et vitraux, poèmes en prose, Paris, 1925, éditions de la Pensée latine, 143 p.[10]

#### Poèmes chantés
- La Voilette, valse chantée, musique de Stéphane Bost, Lyon 1911, ed. Maroky, lire en ligne sur Gallica
- Quatrain et Rondel Brisé, in  Quatre mélodies, musique de  Jacques Pillois; Paris, 1921, éditions Maurice Senart, lire en ligne sur Gallica

### Théâtre et pièces lyriques
- Rousseau à Lyon[11], [co-auteur Marcel Rogniat]  pièce en un acte en vers, composée à l'occasion des fêtes du bi-centenaire de la naissance  philosophe, représentée;  le 10 juillet 1912, au théâtre des Célestins
- Le Retour dans la nuit, [co-auteur José de Bérys], comédie en 1 acte, 1933
- Les Opprimés, [co-auteur Marcel Rogniat], pièce en 1 acte, 1912
- La Fille de Jaïre, [co-auteur Andrée Saint-Ys] pièce en 1 acte et 2 tableaux, en vers, représentée. à Lyon en Juillet 1914, Lyon, Editions de "La Revue du Sud-Est; 1905
- Yvette, fantaisie lyrique  en un acte, musique de Georges Chalamel, création au Grand Théâtre de Lyon le 8 avril 1913[12]
- La Gaffe, [co-auteur Louis Perret] un acte en prose, 1904, A. Rey, 36 p.
- Héliodora, drame lyrique en 1 acte, musique de Paul Bastide, représentation au Théâtre des Célestins le 22 janvier 1904, [lire en ligne] ed. Cortellazo frères, 1914

### Autres écrits
- Gabriel Sarrazin un grand lyrique lyonnais, 1941, Ternet-Martin, 97 p.
- Évolution de la chanson,  1898, Nice, Anglès, 77 p.